# Persona 5
Persona 5 is een computerspel ontwikkeld door P-Studio en uitgegeven door Atlus en Deep Silver voor PlayStation, Xbox, Switch en Windows. Het computerrollenspel (RPG) is uitgekomen in Japan op 15 september 2016 en wereldwijd op 4 april 2017.

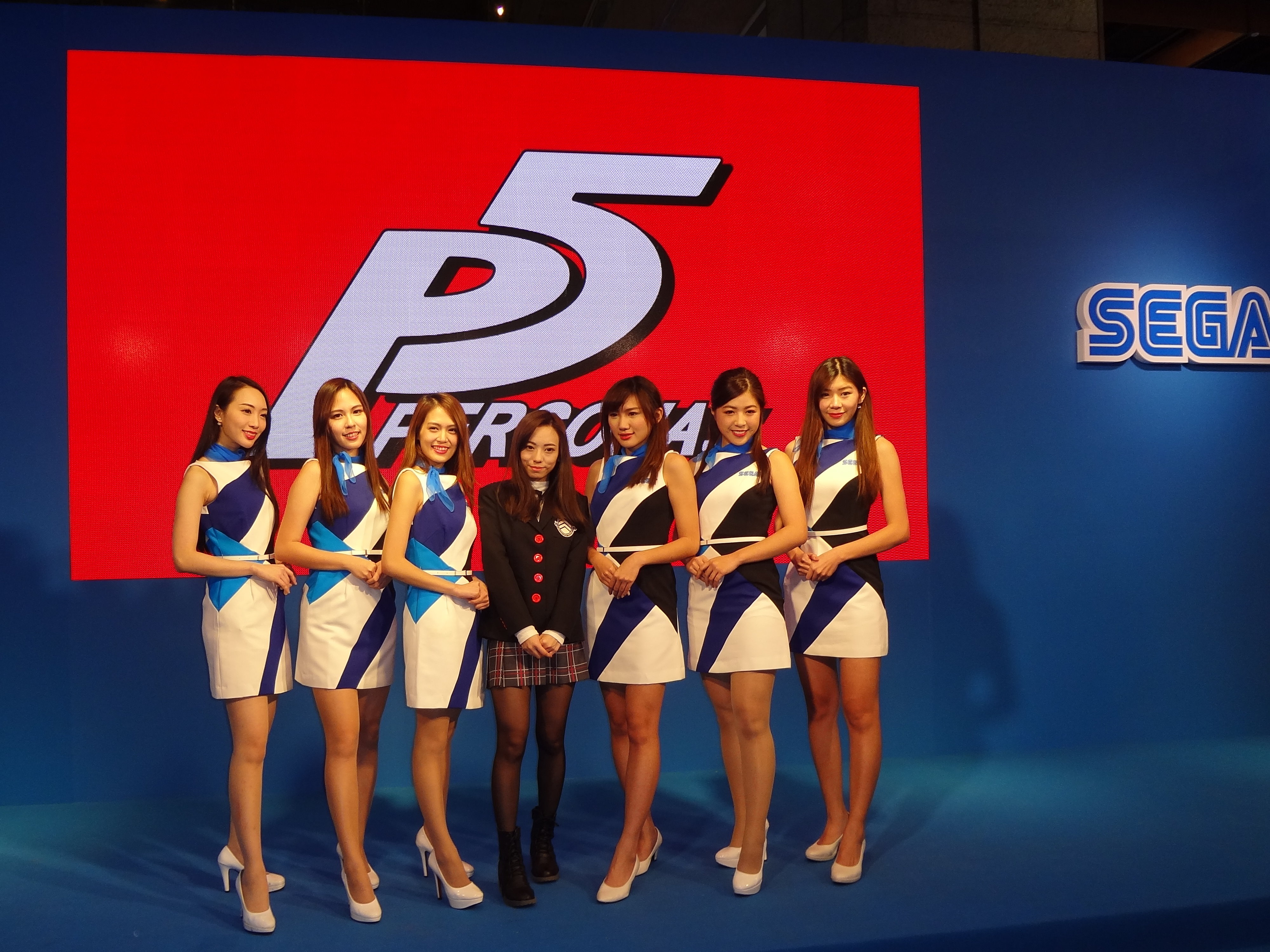
Promotie voor Persona 5

Een verbeterde versie met nieuwe inhoud werd onder de titel Persona 5 Royal uitgebracht in Japan in oktober 2019 en wereldwijd in maart 2020.

## Plot
Persona 5 gaat over de conflicten van een groep bijzondere middelbare scholieren. De groep bestaat uit de hoofdpersoon Joker en een aantal medestanders die hij in de loop van het verhaal leert kennen. Ze leiden een dubbelleven als zogenaamde "Phantom Thieves".

## Gameplay
De gameplay is verdeeld in drie delen: het grootste deel bestaat uit beurtelingse gevechten, die plaatsvinden in de donkere en gevarieerde parallelle mentale werelden van de criminelen, en de op willekeurige basis gebaseerde Mementos. Daar krijgt de speler te maken met talloze schaduwwezens.
Ook spelen sociale interacties tussen de hoofd- en bijpersonages een grote rol. De speler brengt ook veel tijd door in de Velvet Room, waar hij zijn persona's en vaardigheden voor het rollenspel moet optimaliseren.

## Ontvangst
| Recensiescore             | Recensiescore |
| Recensieverzamelaar       | Score         |
| ------------------------- | ------------- |
| Metacritic                | 93%           |
| Publicist                 | Score         |
| Destructoid               | 9             |
| Electronic Gaming Monthly | 4/5           |
| Famitsu                   | 39/40         |
| Game Informer             | 9,25          |
| GameSpot                  | 9             |
| IGN                       | 9,7           |
| Nintendo Life             | 10            |

Persona 5 werd zeer positief ontvangen in recensies. Men prees de gameplay, het verhaal en de personages. Enige kritiek was er op de lokalisatie.
Het spel werd de bestverkochte game in de Persona-serie. In de eerste week na uitgave zijn ruim 250.000 exemplaren voor de PlayStation 4 verkocht, en ruim 70.000 exemplaren voor de PlayStation 3.
Op Metacritic, een recensieverzamelaar, heeft het spel een score van 94%.